# سياسة بلغاريا

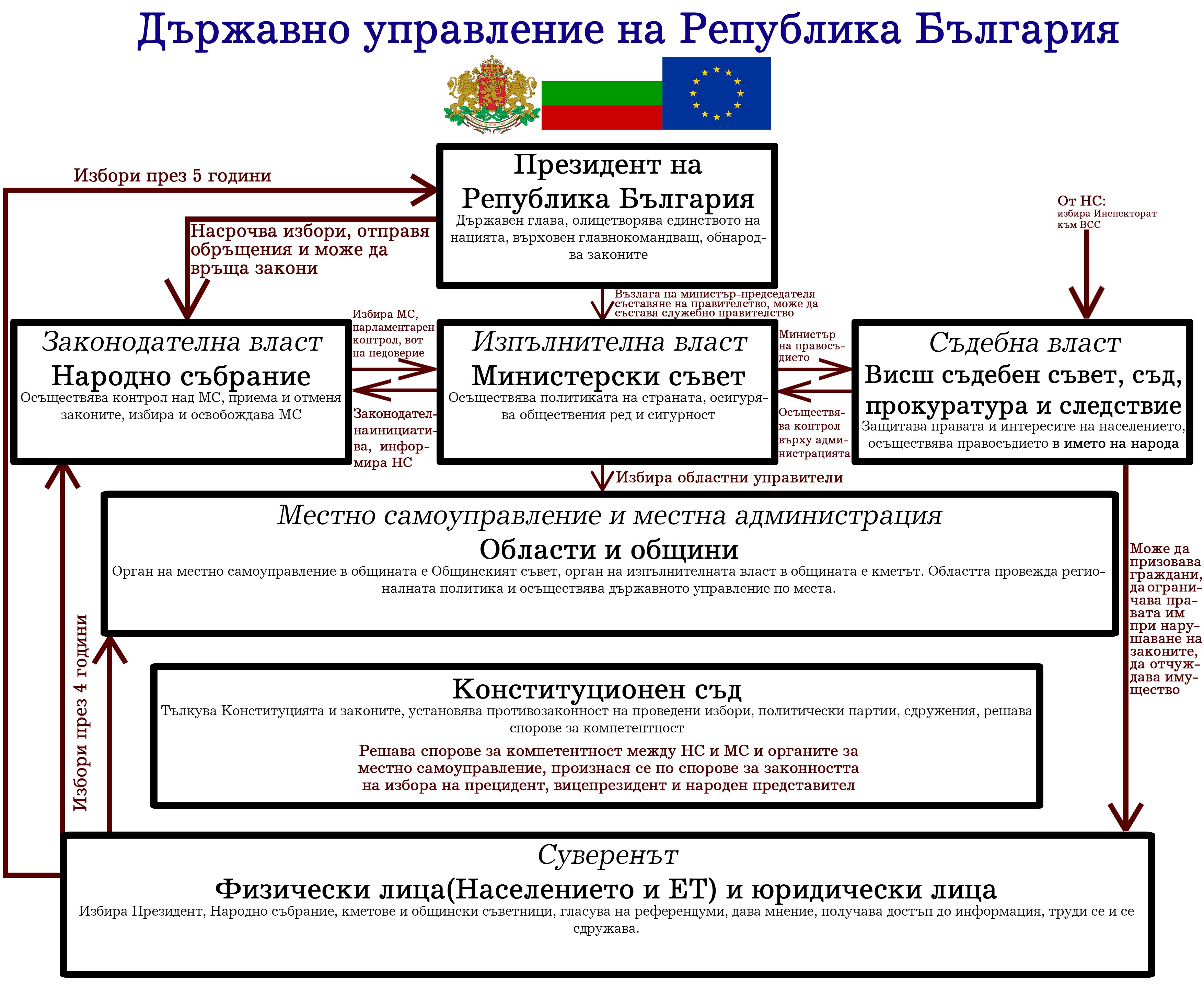

تجري السياسة في بلغاريا ضمن إطار جمهورية برلمانية ديمقراطية تمثيلية، يكون فيها رئيس الوزراء رئيس الحكومة، وذات نظام متعدد الأحزاب. تمارس الحكومة السلطة التنفيذية. تستند السلطة التشريعية إلى كلّ من الحكومة وجمعية بلغاريا الوطنية. أما السلطة القضائية فهي مستقلة عن السلطتين التنفيذية والتشريعية.
بعد العام 1989، وحُكم الحزب الواحد الذي دام لأربعين عاماً، أصبح في بلغاريا نظام حزبي غير مستقر هيمنت عليها عدة أحزاب ديمقراطية ومعارضة للاشتراكية هي اتحاد القوى الديمقراطية وغيرها من الأحزاب الشخصانية والحزب البلغاري الاشتراكي ما بعد الشيوعي أو الشخصيات والجماعات المنضوية تحته والتي ظهرت لفترة وجيزة في العقد الماضي. يمكن ملاحظة أمثلة عن الأحزاب الشخصانيّة في حزب الحركة الوطنية للاستقرار والتقدم وهو الحزب الحاكم التابع لسيميون الثاني ملك بلغاريا، وحزب مواطنون من أجل التنمية الأوروبية في بلغاريا، التابع لبويكو بوريسوف. الرئيس الحالي هو رومين راديف.
بشكل عام، توجد في بلغاريا حرية التعبير عن الرأي وسجلّات حقوق الإنسان كما ذكرت تقارير وحدة البحوث الفدرالية التابعة لمكتبة الكونجرس في العام 2006. أدرجت منظمة فريدم هاوس بلغاريا كـ «حرّة» في العام 2011، مانحةً إياها نقطتين للحقوق السياسية ونقطتين للحريات المدنية. على أي حال، في العام 2014، كانت هناك مخاوف من أن نظام العقوبات المقترح سيقلّص من حرية الصحافة وحرية التجمّعات، وبالتالي من حرية التعبير. في العام 2018 صنّفت وحدة الاستخبارات التابعة للإيكونوميست بلغاريا على أنها «ديمقراطية زائفة».

## تطوّرات البلاد منذ العام 1990

### البرلمان
بعد سقوط الشيوعية في العام 1989، أُعيد إحياء وهيكلة الحزب الشيوعي السابق ووارثه الحزب الاشتراكي البلغاري (بي إس بي)، الذي فاز في أول انتخابات أُجريت بعد الفترة الشيوعية للجمعيّة الدستورية في العام 1990 بأغلبية بسيطة. في نفس الوقت، انتُخب جيليو جيليف الذي كان معارضاً في الفترة الشيوعية، والذي كان ينتمي إلى الحزب الديمقراطي «اتحاد القوى الديمقراطية». انتُخب رئيساً للجمعية في العام 1990.
في بلغاريا المعاصرة، للحكومة ورئيسها (رئيس الوزراء) تأثير سياسي وأهمية أكبر من الرئيس. وهكذا، فإن الانتخابات البرلمانية تصوغ على المدى القصير المزاج السياسي والاجتماعي في البلد نظراً لأن الحكومة (التي يختارها رئيس الوزراء والتي يقرّها البرلمان) تقرر كيفية حُكم البلاد، في حين يقتصر دور الرئيس على إعطاء الاقتراحات أو فرض حقّ النقض.
في أول انتخابات برلمانية تُجرى في ظل الدستور الجديد في بلغاريا، في أكتوبر 1991، فاز حزب اتحاد القوى الديمقراطية بأغلبية المقاعد، بلغت 110 مقعداً من أصل 240، وشكّل حكومةً بنفسه مع دعمٍ من حركة الحقوق والحريات؛ وهو حزب ليبرالي يراه الكثيرون ممثلاً لأقلية العِرق التركي في بلغاريا. ومع ذلك، سقطت حكومتهم في أواخر العام 1992، وخلفها فريق تيكنوقراطي رشحه الحزب الاشتراكي البلغاري، والذي خدمَ حتى سقوط حكومته هو الآخر في العام 1994. حلّ الرئيس الحكومة وعيّن حكومةً مؤقتة لتسيير الأعمال حتى إجراء انتخابات برلمانية مبكّرة في ديسمبر.
فاز الحزب الاشتراكي البلغاري في هذه الانتخابات بشكل مُقنِع في ديسمبر 1994 بأغلبية 125 مقعداً من أصل 240. سقطت حكومة الحزب الاشتراكي البلغاري في العام 1997 جرّاء الأزمة الاقتصادية التي عصفت ببلغاريا خلال فترة حكمهم، وخلفتها حكومة تصريف أعمال عيّنها الرئيس مرة أخرى لتعمل حتى عقد انتخابات برلمانية مبكرة في أبريل 1997.
نتج عن انتخابات أبريل 1997 انتصار ساحق لحزب اتحاد القوى الديمقراطية الذي حاز على 137 مقعداً في البرلمان، ما أتاح له فرصة تشكيل الحكومة منفرداً. ثبت مع الوقت أن هذه الحكومة هي أول حكومة في الفترة بعد الشيوعية لم تسقط وعملت كامل فترتها البالغة 4 سنوات حتى العام 2001.
في العام 2001، عاد العاهل الأسبق لبلغاريا، سيمون الثاني إلى السلطة، ولكن هذه المرة كرئيس للوزراء بحزبه الحركة الوطنية، بعد أن فاز حزبه بـ 120 مقعداً. دخل حزبه في تحالف حكومي مع حزب الحقوق والحريات ودعا موظفين اثنين عملا كمستقلين. في المعارضة كان الحزبان الحاكمان سابقاً الحزب الاشتراكي البلغاري واتحاد القوى الديمقراطية. خلال السنوات الأربعة التي قضاها في المعارضة تعرّض الحزب الاشتراكي البلغاري لانشقاق العديد من المجموعات الأصغر. انشق الحزب الحاكم نفسه إلى أغلبية مناصرة لليمين وإلى أقلية مناصرة لليبرالية. انضمت بلغاريا إلى حلف الناتو في العام 2004.
في أعقاب ذلك، فاز الحزب الاشتراكي البلغاري بالانتخابات البرلمانية في العام 2005 بـ 82 مقعداً من أصل 240، ولكنه لم يحقق الأغلبية اللازمة، لذلك تشكّل تحالف حكوميّ ضمّ الأحزاب الرئيسية الثلاثة: الحزب الاشتراكي البلغاري، وحزب الحركة الوطنية للاستقرار والتقدم، وحزب حركة الحقوق والحريات. نجم عن هذه الانتخابات كذلك دخول بعض الأحزاب اليمينية، وتحالف اليمين القومي المتطرف بقيادة حزب آتاكا (الهجوم) رداً على التحالف الحكومي السابق بين حزب مواطنون من أجل التنمية الأوروبية في بلغاريا والحزب الاشتراكي البلغاري. انضمت بلغاريا إلى الاتحاد الأوروبي في العام 2007.
في الانتخابات البرلمانية للعام 2009، فاز حزب وسط-اليمين حزب مواطنون من أجل التنمية الأوروبية في بلغاريا التابع لمحافظ مدينة صوفيا بـ117 مقعداً. شكّل الحزب حكومة أقلية بمساعدة الأحزاب اليمينية. فشل الحزب الحاكم حركة الحقوق والحريات التابع لسيميون الثاني بجمع أصوات تُدخِله إلى البرلمان. أدّى فرض إجراءات التقشف الناجمة عن الأزمة الاقتصادية العالمية إلى تظاهرات عارمة وإعادة تشكيل الحكومة في بداية العام 2013، قبل عدة أشهر من انتهاء فترة حكومة حزب مواطنون من أجل التنمية الأوروبية في بلغاريا.
في الانتخابات المبكرة تلقّى الحزب الحاكم سابقاً مواطنون من أجل التنمية الأوروبية في بلغاريا أعلى نسبة أصوات شعبية. كانت هذه المرة الأولى منذ العام 1989 التي يُعاد بها انتخاب حزب حاكم؛ في الماضي كان يجب إجراء إصلاحات قاسية وغير شعبية. على كل حال، حاز حزب مواطنون من أجل التنمية الأوروبية في بلغاريا على 97 مقعداً من أصل 240 في البرلمان، وفشل في تشكيل تحالف حكومي، ورفضوا التكليف بتشكيل الحكومة، وسلّموها للحزب التالي الحزب الاشتراكي البلغاري. اختار الحزب الاشتراكي البلغاري وزير الاقتصاد السابق وغير المتحزّب بلامين أوريشارسكي لتشكيل الحكومة. دعمه حزبا الاشتراكي البلغاري وحزب حركة الحقوق الحرية، وعارضه حزب مواطنون من أجل التنمية الأوروبية في بلغاريا، في غياب حزب آتاكا.
بعد أسبوعين فقط من التشكيل الأولي لحكومة أوريشارسكي تعرضت الحكومة للانتقادات الشديدة واضطرت للتعامل مع موجة واسعة من التظاهرات بلغ بعضها أكثر من 11000 متظاهر. كان من بعض أسباب هذه التظاهرات المعارضة هو تعيين إمبراطور الإعلام ديلان بيفسكي في منصب رئيس وكالة الأمن القومي. استمرت المظاهرات طوال فترة حكومة أوريشارسكي. في المجمل، نجت الحكومة من 5 تصويتات على حجب الثقة في البرلمان قبل أن تستقيل طوعاً. بعد اتفاق بين الأحزاب الثلاثة الكبرى (حزب مواطنون من أجل التنمية الأوروبية في بلغاريا، والحزب الاشتراكي البلغاري، وحزب حركة الحقوق والحريات) على إجراء انتخابات برلمانية مبكرة في 5 أكتوبر 2014، وافقت الحكومة على الاستقالة في أواخر شهر يوليو، واعتُبر قرار استقالتها نافذاً في يوم 23 يوليو 2014. في اليوم التالي صوّت البرلمان على قبول استقالة الحكومة 180 موافقاً مقابل 8 رافضين (وغياب 8 نواب وامتناع 44 نائباً عن التصويت). بعد التصويت، عرض الرئيس بليفنيليف تكليف الحكومة على حزب مواطنون من أجل التنمية الأوروبية في بلغاريا لتشكيل الحكومة، ولكنهم رفضوها. في اليوم التالي رفض الحزب الاشتراكي البلغاري التكليف الحكومي كذلك. في 30 يوليو، رفض حزب حركة الحقوق والحريات التكليف الحكومي كذلك. في آخر المطاف، وفي يوم 6 أغسطس أدّت حكومة تسيير أعمال القسم، برئاسة جورجي بليزناشكي وحُلّت حكومة أوريشارسكي رسميّاً.